# Club Atlético Douglas Haig
El Club Atlético Douglas Haig es un club del fútbol argentino de la ciudad de Pergamino, en el interior de la Provincia de Buenos Aires que milita en el Torneo Federal A, tercera categoría del fútbol argentino. Fue fundado el 18 de noviembre de 1918 bajo el nombre de Club Atletico Ferrocarril Central Argentino General Douglas Haig. Debe su nombre a Sir Douglas Haig, un mariscal escocés de controversial actuación en la Primera Guerra Mundial. Actualmente se desempeña en el Torneo Federal A tercera división del Fútbol argentino para los clubes indirectamente afiliados a la AFA.
Campeón 26 veces de la Liga de Fútbol de Pergamino, es el club con más títulos de la localidad. también fue campeón de la Liguilla provincial 1986, lo que lo llevó a afrontar 13 temporadas consecutivas del torneo Primera «B» Nacional hasta descender en el año 1999. Desde la temporada 1999/00 hasta la 2006/07 se desempeñó en el Torneo Argentino A, año en que fue relegado al Torneo Argentino B, correspondiente a la cuarta división de la Asociación del Fútbol Argentino.
En 2010, ascendió y retornó al Torneo Argentino A. En la temporada 2011/2012 logró volver a la Primera B Nacional tras 13 años de ausencia luego de igualar sin goles frente a Crucero del Norte, en el Estadio Miguel Morales y consagrarse campeón.
En el año 2017, descendió al Torneo Federal A tras una mala campaña.

## Historia
El Club Atlético Douglas Haig fue fundado el 18 de noviembre de 1918. Luego del triunfo de las fuerzas aliadas sobre Alemania en la Primera Guerra Mundial, un grupo de trabajadores del Ferrocarril Central Argentino (FCCA) —luego Ferrocarril Mitre— decidió fundar un club para participar del campeonato local de fútbol y para ello necesitaba el consentimiento y el apoyo del jefe del ferrocarril, Ronald Leslie, quien, como condición, pidió que el club llevara el nombre del general Douglas Haig, un mariscal británico que participó en numerosas batallas.
Un año después de su fundación, Douglas comenzó a participar de torneos de fútbol con equipos afiliados a la Asociación Deportiva. En ese mismo año se adjudicó un torneo reducido de 6 jugadores, enfrentando, entre otros, a Newell’s Old Boys de Rosario.
En 1920 Douglas se afilió oficialmente a la Asociación Deportiva. Ese mismo año conquistó el campeonato de la Asociación, y hasta 1924 inclusive tuvo campañas exitosas logrando títulos en 1922, 1923 y 1924.

### El nombre de Douglas Haig
Un decreto del Superior Gobierno de la Nación establecía que todas aquellas instituciones deportivas que tuvieran nominación extranjera, debían traducirla al castellano. Más allá de que Douglas Haig, por ser nombre propio, escapaba a tal decreto, la Comisión Directiva convocó a una Asamblea para tratar el cambio de nombre. La mayoría de los presentes votaron por esta opción, y Douglas pasó a llamarse Bartolomé Mitre, en referencia al Ferrocarril que pasaba por la ciudad. Sin embargo, poco tiempo después y a causa de la falta de sentimiento para con aquel nuevo nombre que, entre otras cosas, era imposible de corear y entonar en las tribunas, tres asociados tomaron la decisión de convocar a una nueva Asamblea que le restituyó su anterior nombre.

### Ascensos

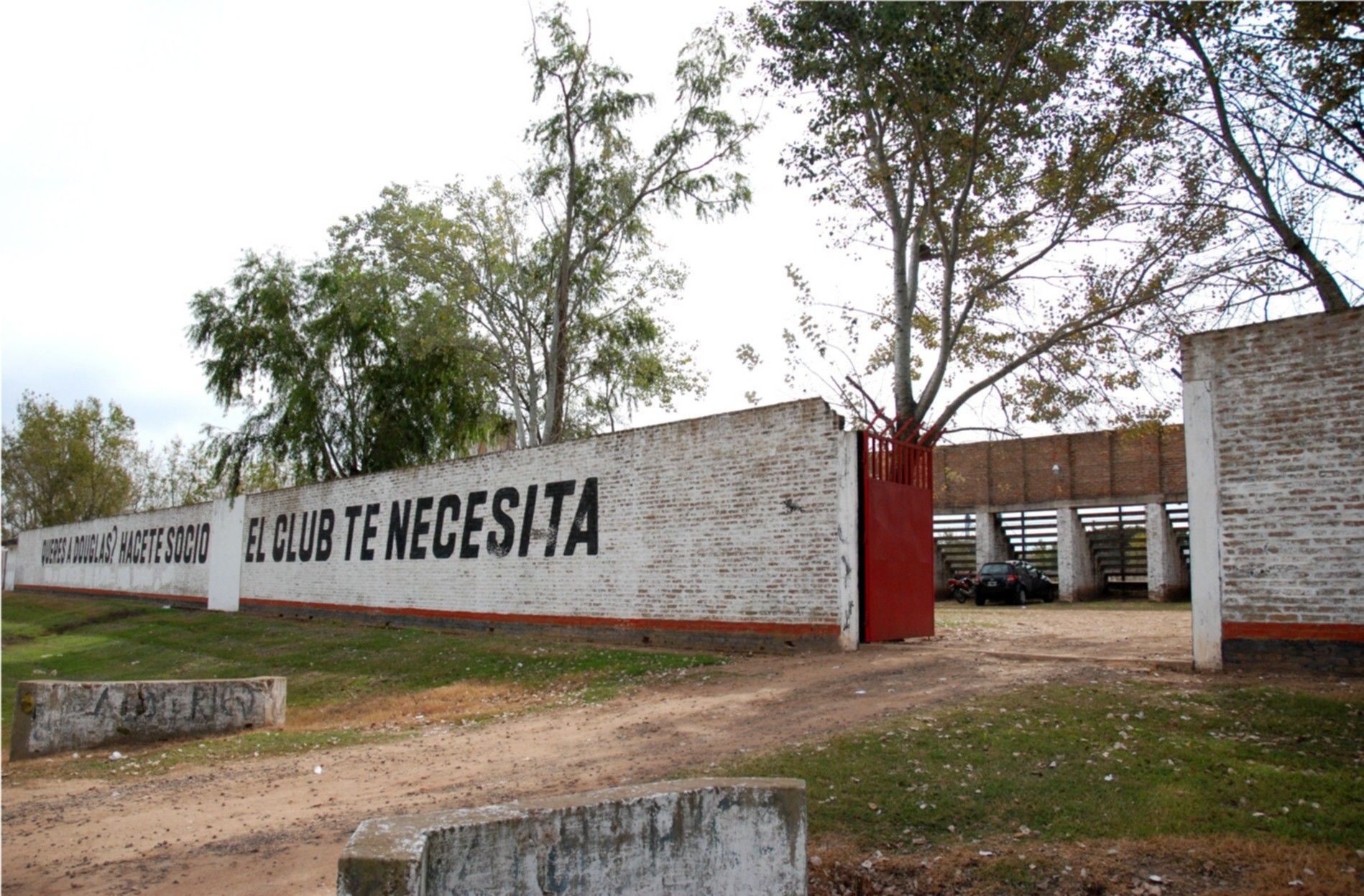
Acceso al estadio de Douglas Haig.

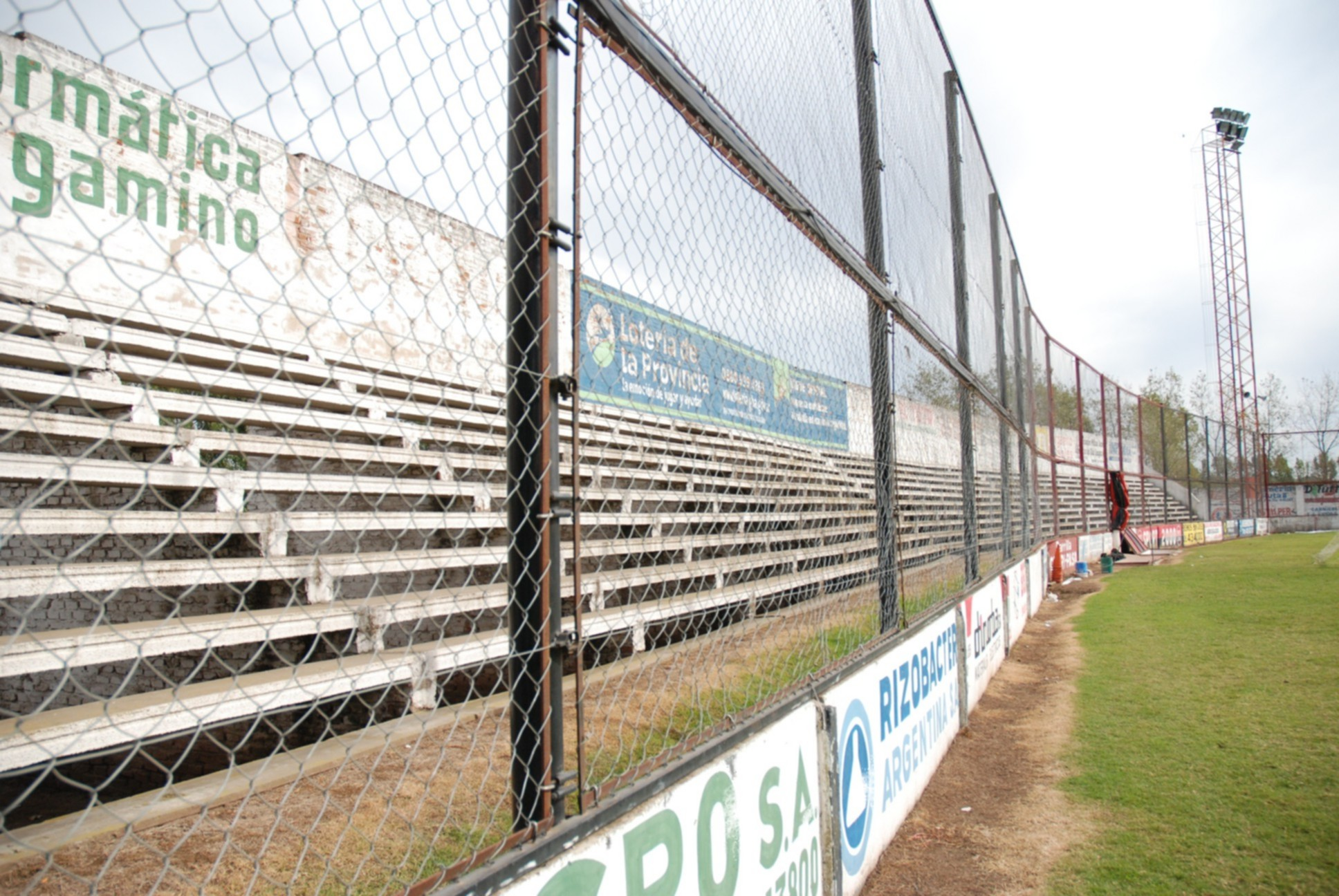
Tribuna del estadio Miguel Morales del Club Atlético Douglas Haig.

#### Ascenso al Nacional B - 1986
Douglas Haig accedió a jugar la Liguilla (que catapultaba un equipo del interior de la provincia al nuevo torneo Nacional B de fútbol) en 1986, luego de ganar por séptima vez consecutiva la Liga de Pergamino. El debut fue ante Peñarol de Mar del Plata como visitante igualando 2 a 2. En Pergamino el partido revancha culminó 0 a 0, y la serie se definió en el estadio del club Estudiantes de La Plata, ganando Douglas Haig por 2 a 1. En la siguiente fase Douglas se enfrentó a Racing de Olavarría, venciéndolo por 2 a 1 en condición de local, y en la vuelta el resultado fue un empate en cero y el rojinegro clasificó a la final.
Tras clasificar en las diferentes etapas debió jugar la final contra Olimpo de Bahía Blanca, cayendo Douglas en el encuentro de ida por 1-0 en Bahía Blanca, y ganando 2-1 en el partido de vuelta en Pergamino. Esta situación forzó un tercer partido, a disputarse en cancha neutral: el encuentro se disputó en Tandil, y tuvo al rojinegro de Pergamino como ganador gracias a un gol a los 39 minutos del segundo tiempo facturado por Daniel Castro. De esta manera, Douglas accedió por primera vez en su historia a la segunda categoría del fútbol argentino.
El equipo campeón formó de la siguiente manera: Delménico; Ferrari, Digilio, Salces, Álvarez; Rubio, Gutiérrez, Grimoldi; Rosello, Castro y Naites. DT: Juan Miguel Echecopar. Luego de adjudicarse dicho campeonato, los jugadores fueron recibidos por al menos 30 000 almas (algunos estiman 40 mil) en su ciudad de origen; dicha movilización fue la más grande recordada jamás en la ciudad de Pergamino.

### Ascenso al Torneo Argentino A - 2010
El 2 de junio de 2010, y con un equipo que por entonces militaba en el Torneo Argentino “B”, Douglas Haig derrotó al equipo de La Emilia de San Nicolás y consiguió consagrase campeón de dicho torneo. Esa tarde de miércoles, Douglas Haig venció por 2 a 1 con goles de Lorenzo Ferrara en primera instancia a los 54 minutos de partido, y luego Lucas De Francesco a los 62 minutos. Pontieri, de tiro libre, conseguía el descuento a los 73 minutos.
En la liguilla final, Douglas había caído derrotado por Sportivo Las Parejas, en la primera fecha, luego goleó 4 a 1 a Huracán de Comodoro Rivadavia, la tercera fecha empató 2 a 2 con Atenas de Río Cuarto, hasta conseguir en la cuarta fecha la victoria que le daría el primer puesto del pentagonal final, y por consiguiente el ascenso.

### Ascenso a la B Nacional - 2012
El 14 de mayo del año 2012 fue la fecha en la que Douglas (luego de varias oportunidades perdidas anteriormente) logró volver a la Primera "B" Nacional tras 13 años de ausencia. El rojinegro lideraba el undecagonal final, y sumaba un punto más que Crucero del Norte en la tabla de posiciones. Estos últimos casualmente se enfrentaron en la última fecha en lo que fue una verdadera final, la cual se disputó en Pergamino. El rojinegro con el empate era campeón, en tanto que el conjunto misionero estaba obligado a ganar.
El primer tiempo contó con el dominio de los misioneros y la etapa complementaria lo encontró mejor parado a Douglas, pero ambos equipos no se sacaron diferencias y este resultado lo consagró al "Milán de Pergamino" campeón del Torneo Argentino "A" 2011/12, título correspondiente a la tercera categoría del fútbol argentino.

## Datos según temporadas

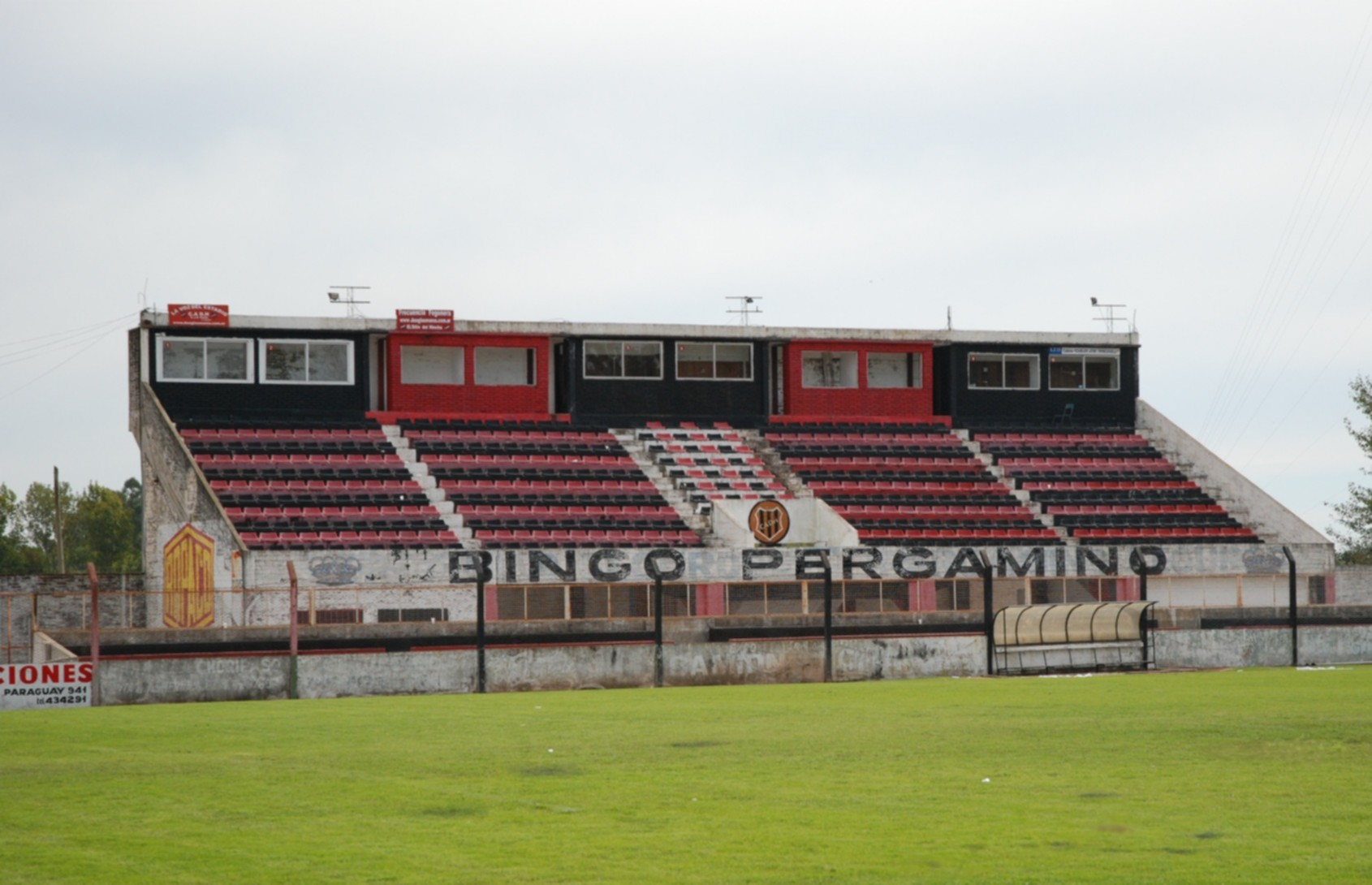
Sector de plateas del Estadio Miguel Morales.

- B Nacional 1986/87: Logró finalizar, en su primera experiencia en la máxima categoría del ascenso, en la posición número 11, de un total de 22 equipos participantes. Logrando una goleada histórica a favor contra Chacarita por 5 a 0.
- B Nacional 1987/88: Terminó en el décimo lugar, pero el dato importante es que Héctor Adrián Baillié, terminó quinto en la tabla de goleadores del Torneo con 16 tantos convertidos.
- B Nacional 1989/90: Fue la mejor temporada del equipo de Pergamino en la B Nacional, quedando en tercer lugar, con una goleada a favor contra Belgrano de Córdoba por 4 tantos contra 2.
- B Nacional 1995/96: Terminó en la posición 12 en el apertura, y en la posición 4 del Clausura. Clasificó a las finales por ser el mejor de la tabla general, quedando eliminado de la lucha por el ascenso en manos de Instituto de Córdoba en cuartos de final (global, 1-2)
- B Nacional 1998/99: Perdió la categoría jugando la promoción con Villa Mitre de Bahía Blanca que provenía del Torneo Argentino A.
- Torneo Argentino A 2002/03: Subcampeón del Torneo Apertura, perdiendo la final del mismo contra Racing de Córdoba por penales por 3 penales convertidos a 2.
- Torneo Argentino A 2003/04: Subcampeón del Torneo Clausura, perdiendo la final del mismo contra Atlético Tucumán por un global de 3 a 2. El dato: Douglas Haig fue el equipo con la valla menos vencida de todo el campeonato.
- Torneo Argentino A 2004/05: En el apertura quedó eliminado en cuartos de final contra Atlético Tucumán por un global de 5 a 3. En la reválida, perdió en octavos de final contra Gimnasia y Tiro de Salta por penales (1-2).En el clausura quedó eliminado nuevamente frente a Atlético Tucumán en cuartos de final por un global de 4 a 1. En la reválida llegó hasta la final venciendo a Lujan de Cuyo. Jugó la finalísima de la reválida contra este mismo equipo, pero el resultado fue adverso (1-2 en Pergamino y cayendo 3 a 2 en Cuyo)
- Torneo Argentino A 2005/06: Clasificó a la segunda fase por ser el mejor de la temporada regular, perdiendo en semifinales contra General Paz Juniors por penales por 7 a 6. Adrián Aranda fue el goleador del campeonato con 21 tantos. En el Clausura, quedó afuera en cuartos de final a manos de Desamparados de San Juan por un global de 4-2.
- Torneo Argentino A 2006/07: Perdió la categoría de manera directa por ser el equipo que menos puntos sumó en la tabla general de su respectiva zona.
- Torneo Argentino B 2007/08: Clasificó a la Fase Final, perdiendo la posibilidad de jugar una final por el ascenso al perder el último partido ante Patronato de Paraná por 2 a 1 en Pergamino.
- Torneo Argentino B 2009/10: Campeón al haber triunfado el último partido del pentagonal final contra La Emilia por 2 a 1, y a su vez, porque al mismo tiempo Atenas de Río IV le ganó en condición de visitante a Sportivo Atlético Club (Las Parejas), permitiendo que el equipo de Pergamino, recupere una categoría de las dos perdidas.[8]
- Torneo Argentino A 2011/12: Campeón del Undecagonal final.[9] Ganándole al candidato de todos, Sportivo Belgrano (SF) por 3 a 2 en Pergamino y por empatar con el escolta, Crucero del Norte en la última fecha por 0 a 0. Como datos relevantes se pueden destacar dos, el primero, se coronó campeón con un invicto de 9 partidos consecutivos, perdiendo la última vez en el Mario Alberto Kempes por 4 a 1 a manos de Talleres de Córdoba por la primera fecha del Undecagonal Final. Y segundo, consiguió copar el Coloso Marcelo Bielsa[10] de Newell's Old Boys con 10 000 almas fogoneras como visitante en el partido que Defensores de Belgrano de Villa Ramallo decidió hacer de local en Rosario.
- B Nacional 2012/13: En su retorno a la categoría culminó en la 11.ª posición. El resultado más importante fue la victoria por 3 a 1 en Rosario frente a Rosario Central.[11] En Pergamino igualaron 1 a 1, así el campeón de la categoría no logró vencer al fogonero en ninguno de los dos cortejos.
- Primera B Nacional 2016-17: Tras un irregular torneo el club desciende al Federal A.

### Participaciones en Copa Argentina
| Año                    | Ronda            | PJ | PG | PE | PP | GF | GC | DG |
| ---------------------- | ---------------- | -- | -- | -- | -- | -- | -- | -- |
| Copa Argentina 1969    | No Participó     | -  | -  | -  | -  | -  | -  | -  |
| Copa Argentina 1970    | No Participó     | -  | -  | -  | -  | -  | -  | -  |
| Copa Argentina 2011/12 | 4.ª Eliminatoria | 3  | 1  | 1  | 1  | 4  | 4  | 0  |
| Copa Argentina 2012/13 | Fase Final       | 1  | 0  | 0  | 1  | 0  | 3  | -3 |
| Copa Argentina 2013/14 | 16vos de Final   | 2  | 0  | 1  | 1  | 2  | 4  | -2 |
| Copa Argentina 2014/15 | 32vos de Final   | 1  | 0  | 0  | 1  | 1  | 2  | -1 |
| Copa Argentina 2015/16 | 16vos de Final   | 2  | 0  | 1  | 1  | 1  | 3  | -2 |
| Copa Argentina 2016-17 | No Clasificó     | -  | -  | -  | -  | -  | -  | -  |
| Copa Argentina 2017-18 | 32vos de Final   | 5  | 2  | 3  | 0  | 6  | 4  | +2 |
| Copa Argentina 2018-19 | 32vos de Final   | 5  | 3  | 1  | 1  | 10 | 8  | +2 |
| Copa Argentina 2019-20 | 32vos de Final   | 2  | 1  | 1  | 0  | 1  | 0  | +1 |
| Copa Argentina 2022    | No Clasifico     | -  | -  | -  | -  | -  | -  | -  |
| Copa Argentina 2023    | No Clasifico     | -  | -  | -  | -  | -  | -  | -  |
| Total                  | 8/11             | 21 | 7  | 8  | 6  | 25 | 28 | -3 |

## Peñas
- Peña "Rojo y Negro" (Pergamino).
- Peña "Locos por Douglas" (Pergamino).
- Peña "Ruben Rosello" (Rosario).
- Peña "Daniel 'Loco' Castro" (Buenos Aires)
- Peña "Hermanos Levato"
- Peña "Ídolos Fogoneros" (Pergamino)
- Peña "Amigos x Douglas" (Pergamino)

## Uniforme y colores
- Uniforme titular: Camiseta roja con bastones negros, pantalón y medias negras.
- Uniforme suplente: Camiseta blanca con vivos rojos y negros, pantalón y medias blancas.
- Uniforme alternativo: Camiseta negra, pantalón y medias negras.

| Titular | Alternativa | Tercera |  |

### Indumentaria y patrocinador
| Período       | Proveedor  |
| ------------- | ---------- |
| 1980-1983     | Nanque     |
| 1984-1985     | Adidas     |
| 1986-1988     | Nanque     |
| 1988-1989     | Fulvence   |
| 1989-1990     | Arcades    |
| 1990-1991     | Uhlsport   |
| 1991-1994     | Taiyo      |
| 1994-1996     | Puma       |
| 1996-1997     | Energy     |
| 1997-1999     | Reusch     |
| 1999-2000     | NRB        |
| 2000-2002     | Mebal      |
| 2002-2003     | Coach      |
| 2003-2011     | Sport 2000 |
| 2011-2013     | Ohcan      |
| 2013-2015     | Uhlsport   |
| 2016-Presente | Coach      |

| Período       | Proveedor                                                   |
| ------------- | ----------------------------------------------------------- |
| 1984-1986     | Risoja                                                      |
| 1986-1987     | S211 Rodríguez & Paradela                                   |
| 1987-1988     | Lotería de la Provincia                                     |
| 1988-1989     | Fulvence                                                    |
| 1989-1990     | Mocoretá                                                    |
| 1990-1992     | Pergamino Seguros                                           |
| 1992-1993     | Moroni Philco                                               |
| 1993-1995     | Pergamino Seguros                                           |
| 1995-1996     | La Primera Alborada                                         |
| 1996-1997     | -                                                           |
| 1998          | Expo Chacra                                                 |
| 1998-1999     | Cabalgata                                                   |
| 1999-2000     | Mutual Douglas Haig                                         |
| 2000-2001     | Agro Activa/Canal 4 Pergamino                               |
| 2001-2002     | Diario La Opinión/Canal 4 Pergamino                         |
| 2002-2005     | Pullman General Belgrano                                    |
| 2005-2007     | Naldo Lombardi                                              |
| 2007-2008     | Naldo Lombardi/Bingo Pergamino                              |
| 2008-2009     | Bingo Pergamino                                             |
| 2009-2010     | Bingo Pergamino/Fitoquímica                                 |
| 2010-2012     | Bingo Pergamino/Fitoquímica/Inpla                           |
| 2012-2013     | Bingo Pergamino/Fitoquímica/Agro Activa/Inpla/Pardo         |
| 2013-2014     | Agronort/Rizobacter/Bingo Pergamino/Agro Activa/Inpla/Pardo |
| 2014-2015     | Monsanto/ Rizobacter/Agronort/Bingo Pergamino/Inpla/Pardo   |
| 2016          | Monsanto/ Pardo/Bingo Pergamino/Inpla/OSE                   |
| 2017          | Pardo/Bingo Pergamino/Inpla/OSE                             |
| 2017-2018     | Bingo Pergamino/Cold Seed/Douglas Store/OSE                 |
| 2018-2019     | Bingo Pergamino/Cold Seed/Inoculantes Palaversich/OSE       |
| 2019-2022     | Agro Activa/Cold Seed/OSE                                   |
| 2023-Presente | Pardo/Magronort/Rizobacter                                  |

## Hinchada y rivalidades
La hinchada de Douglas Haig se denomina popularmente como "Los Fogoneros" y tiene una gran amistad con la de Sportivo Italiano, que surgió en la época en que ambas instituciones jugaban en la Primera B Nacional.
Su clásico rival histórico es el Club Tráfico's Old Boys, ya que ambos clubes tienen el mismo origen ferroviario y nacieron en el Barrio Acevedo (por lo que al partido se lo denomina clásico de Barrio Acevedo). En el 2005 ascendió al Argentino A el Club Juventud y se originó una breve rivalidad, ya que el equipo celeste no logró mantenerse en la categoría por mucho tiempo.
Fuera de Pergamino ha competido con muchos clubes del interior en el Campeonato Nacional B, pero cada uno de ellos ya tiene su respectivo rival clásico local. Dada la cercanía con Junín, existe una rivalidad con Sarmiento, dando origen al Clásico del Noroeste Bonaerense. Sin embargo, ambos clubes cuentan con apenas siete partidos oficiales disputados, con 3 empates y 4 victorias de los de Junín.

## Jugadores

### Plantel 2025
- Los equipos argentinos están limitados por la AFA a tener en su plantel de primera división un máximo de cuatro futbolistas extranjeros.

### Mercado de pases 2025
- Actualizado el 2 de julio de 2025.

#### Altas
| Verano               |           |                             |                  |  |  |  |
| Ezequiel Bacher      | Arquero   | Sarmiento de Resistencia    | Libre.           |  |  |  |
| Juan Ignacio Carrera | Arquero   | Argentino de Pergamino      | Fin de préstamo. |  |  |  |
| Nicolás Bazzana      | Defensor  | Brown de Puerto Madryn      | Libre.           |  |  |  |
| Bruno Bianchi        | Defensor  | Atlético Tucumán            | Libre.           |  |  |  |
| Lautaro Fernández    | Defensor  | Defensa y Justicia          | Libre.           |  |  |  |
| Boris Magnago        | Defensor  | La Amistad de Cipolletti    | Libre.           |  |  |  |
| Joaquín Castellano   | Volante   | Unión de Sunchales          | Libre.           |  |  |  |
| Martín Gómez         | Volante   | General Rojo                | Fin de préstamo. |  |  |  |
| Tomás González       | Volante   | Estudiantes de Río Cuarto   | Fin de préstamo. |  |  |  |
| Lautaro Ojeda        | Volante   | Quilmes de Villa Allende    | Libre.           |  |  |  |
| Mauro Ponce de León  | Volante   | Sportivo Las Parejas        | Libre.           |  |  |  |
| Robertino Seratto    | Volante   | Defensores de Villa Ramallo | Fin de préstamo. |  |  |  |
| Santiago Gutiérrez   | Delantero | Brown de Puerto Madryn      | Libre.           |  |  |  |
| Agustín Jara         | Delantero | Brown de Puerto Madryn      | Libre.           |  |  |  |
| Muriel Orlando       | Delantero | Gualaceo                    | Libre.           |  |  |  |
| Elián Tus            | Delantero | Santamarina de Tandil       | Libre.           |  |  |  |
|                      |           |                             |                  |  |  |  |
| Invierno             |           |                             |                  |  |  |  |
| Mariano Mauri        | Defensor  | Defensores Unidos           | Libre.           |  |  |  |
| Gonzalo Baglivo      | Volante   | Unión San Felipe            | Libre.           |  |  |  |

#### Bajas
| Verano            |           |                             |                        |  |  |  |
| Augusto Gallo     | Defensor  | Gutiérrez de Mendoza        | Fin de contrato.       |  |  |  |
| Thiago Mast       | Defensor  | Rosario Central             | Fin de préstamo.       |  |  |  |
| Fernando Ponce    | Defensor  | Colegiales                  | Fin de contrato.       |  |  |  |
| Galo Bernardini   | Volante   | Bandera de ?                | Fin de contrato.       |  |  |  |
| Valentín Candia   | Volante   | Atlético Villegas           | Fin de contrato.       |  |  |  |
| Tomás González    | Volante   | Estudiantes de Río Cuarto   | Traspaso.              |  |  |  |
| Robertino Seratto | Volante   | Chaco For Ever              | Préstamo.              |  |  |  |
| Alejo Vega        | Volante   | El Linqueño                 | Fin de contrato.       |  |  |  |
| Cristian Ibarra   | Delantero | Cipolletti de Río Negro     | Fin de contrato.       |  |  |  |
| Franco Olego      | Delantero | Defensores de Villa Ramallo | Fin de contrato.       |  |  |  |
| Facundo Palacio   | Delantero | Sporting de Punta Alta      | Fin de contrato.       |  |  |  |
|                   |           |                             |                        |  |  |  |
| Invierno          |           |                             |                        |  |  |  |
| Lautaro Fernández | Defensor  | Deportivo Norte             | Rescisión de contrato. |  |  |  |
| Ricardo Gómez     | Delantero | El Linqueño                 | Rescisión de contrato. |  |  |  |

## Palmarés
Títulos
- Primera División: 0
- Segunda categoría: 0
- Tercera categoría: 1 (Argentino A 2011/12)
- Cuarta categoría: 1 (Argentino B 2009/10)

## Datos del club
- Torneos disputados en el fútbol profesional: 39 (1986-2023) sin contar Copa Argentina.
- Desde 1980 hasta 1986 disputó los torneos regionales, equivalente a la segunda división para los clubes indirectamente afiliados.
- Primera División: 0
- Segunda categoría: 19 (48,7%)
  - Nacional B: 10 (1986/87, 1987/88, 1988/89, 1989/90, 1990/91, 1991/92, 1992/93, 1993/94, 1994/95 y 1995/96)
  - Primera B Nacional: 9 (1996/97, 1997/98, 1998/99, 2012/13, 2013/14, 2014, 2015, 2016 y 2016/17)
- Tercera categoría: 17 (43,6%)
  - Argentino A: 10 (1999/00, 2000/01, 2001/02, 2002/03, 2003/04, 2004/05, 2005/06, 2006/07, 2010/11 y 2011/12)
  - Federal A: 7 (2017/18, 2018/19, 2019/20, 2020, 2021, 2022 y 2023)
- Cuarta categoría: 3 (7,7%)
  - Argentino B: 3 (2007/08, 2008/09 y 2009/10)

### Línea de tiempo
- Douglas Haig suma 19 temporadas en la Segunda categoría, de las cuales 13 fueron de forma ininterrumpida en la Primera B Nacional desde 1986 hasta 1999.
- Es el equipo más ganador de la liga amateur de Pergamino con 26 campeonatos: 1920, 1922-1924, 1927, 1928, 1933-1936, 1950, 1962, 1964, 1966, 1979, 1980-1985, 2000-2002, 2004 y 2010.[12]
- Participó de los viejos torneos regionales entre 1980 y 1986, año en el que se coronó campeón de la Provincia de Buenos Aires y ascendió al Nacional B.
- Subcampeón del Apertura del Torneo Argentino A 2002/03
- Subcampeón del Clausura del Torneo Argentino A 2003/04
- Campeón del clausura de la reválida del Torneo Argentino A 2004/05
- Subcampeón de la finalísima de la reválida del Torneo Argentino A 2004/05
- En su tercera temporada en el Torneo Argentino B 2009/10 obtuvo el ascenso al Torneo Argentino A para la temporada 2010/2011 tras consagrarse campeón.
- Campeón del Torneo Argentino A 2011/12. Los números fueron los siguientes: 32 PJ, de los cuales ganó 16, empató 8 y perdió la misma cantidad, anotando 52 goles (Goleador, Gabriel 'Bibi' González con 11 tantos) y recibiendo 29.
- Posee el tercer récord histórico del Torneo Argentino A en partidos invictos como local: 38 partidos[cita requerida].